# Кукнурське сільське поселення
Кукну́рське сільське поселення (рос. Кукнурское сельское поселение) — муніципальне утворення у складі Сернурського району Марій Ел, Росія. Адміністративний центр — село Кукнур.

## Історія
Станом на 2002 рік існували Ешполдінська сільська рада (присілки Алмаматово, Ананур, Березники, Велика Кульша, Дурмагашево, Ешполдіно, Кондрачі, Купсола, Мала Кульша, Михеєнки, Окулово, Пучиглазово, Устиненки, Феклісята), Кукнурська сільська рада (село Кукнур, присілки Єрофейка, Пібулатенки, Пікша, Чітово) та Рушенерська сільська рада (присілки Ахматенер, Велика Гора, Губино, Красна Горка, Куракіно, Куськино, Мала Гора, Нижній Рушенер, Поташкино, Руський Ахматенер).

## Населення
Населення — 2552 особи (2019, 2885 у 2010, 2877 у 2002).

## Склад
До складу поселення входять такі населені пункти:
| Населений пункт             | Населення, осіб (2002) | Населення, осіб (2010) |
| --------------------------- | ---------------------- | ---------------------- |
| Алмаматово, присілок        | 23                     | 14                     |
| Ананур, присілок            | 377                    | 407                    |
| Ахматенер, присілок         | 24                     | 28                     |
| Березники, присілок         | 46                     | 65                     |
| Велика Гора, присілок       | 66                     | 71                     |
| Велика Кульша, присілок     | 9                      | 6                      |
| Губино, присілок            | 6                      | 3                      |
| Дурмагашево, присілок       | 4                      | 1                      |
| Єрофейка, присілок          | 0                      | -                      |
| Ешполдіно, присілок         | 92                     | 84                     |
| Кондрачі, присілок          | 73                     | 72                     |
| Красна Горка, присілок      | 15                     | 8                      |
| Кукнур, село                | 728                    | 795                    |
| Купсола, присілок           | 239                    | 191                    |
| Куракіно, присілок          | 76                     | 71                     |
| Куськино, присілок          | 89                     | 80                     |
| Мала Гора, присілок         | 39                     | 46                     |
| Мала Кульша, присілок       | 36                     | 31                     |
| Міхеєнки, присілок          | 44                     | 43                     |
| Нижній Рушенер, присілок    | 349                    | 317                    |
| Окулово, присілок           | 11                     | 0                      |
| Пібулатенки, присілок       | 0                      | -                      |
| Пікша, присілок             | 2                      | 2                      |
| Поташкино, присілок         | 72                     | 84                     |
| Пучиглазово, присілок       | 24                     | 20                     |
| Руський Ахматенер, присілок | 0                      | 1                      |
| Устиненки, присілок         | 5                      | 4                      |
| Феклісята, присілок         | 61                     | 59                     |
| Чітово, присілок            | 367                    | 382                    |